# العلاقات الروسية الليبية
العلاقات الروسية الليبية هي العلاقات الثنائية بين
دولة ليبيا وروسيا الإتحادية.

## تاريخ العلاقات
أقيمت العلاقات الدبلوماسية بين موسكو وطرابلس في 4 سبتمبر عام 1955. وفي ديسمبر عام 1991 اعلنت ليبيا عن اعترافها الرسمي بروسيا بعد انهيار الاتحاد السوفيتي. بدأت العلاقات الثنائية تتطور بنشاط بعد ان تولى معمر القذافي السلطة في عام 1969. وقام معمر القذافي بزيارات رسمية إلى موسكو اعوام 1976 و1981 و1985 و2008.
في اواخر عام 1990 نشطت الاتصالات السياسية بين البلدين. وزار روسيا الاتحادية في عامي 2000 و2001 عبد الرحمن شلقم امين اللجنة الشعبية العليا للأتصال الخارجي والتعاون الدولي. وفي 6 مايو عام 2001 قام إيغور إيفانوف وزير الخارجية الروسي آنذاك بزيارة عمل إلى ليبيا وذلك لأول مرة في تاريخ العلاقات الثنائية.
في أبريل عام 2004 ويونيو عام 2005 زار موسكو في زيارتي عمل سيف الإسلام القذافي نجل معمر القذافي الذي ترأس منظمة القذافي الخيرية.
قام فلاديمير بوتين رئيس روسيا الاتحادية بزيارة رسمية إلى الجماهيرية الليبية في 16-17 أبريل عام 2008، وكانت هذه الزيارة بمثابة أول لقاء بين زعيمي الدولتين. وتم اثناء الزيارة توقيع عدد من الوثائق المهمة وبينها البيان حول تعزيز الصداقة وتطوير التعاون ومذكرة التفاهم الخاصة تطوير التعاون في شتى المجالات الاقتصادية. واتفاقية العلاقات التجارية والاقتصادية والمالية.
وجاء في البيان حول تعزيز الصداقة وتطويرالتعاون ان البلدين ينويان تعميق التعاون في مجال الأمن القومي والدفاع وبصورة خاصة عن طريق إجراء مشاورات بين الهيئتين المختصتين للدولتين، وتوطيد الاتصالات في المجال العسكري التقني. ولم يوقع أثناء المباحثات على اتفاقيات في مجال التعاون العسكري التقني رغم ان الوفد الروسي كان يضم ممثلين عن هيئة التعاون العسكري -التقني الفيدرالية.
وفي 31 أكتوبر عام 2008 جرت أول زيارة لزعيم الثورة الليبية معمر القذافي إلى موسكو خلال السنوات العشرين الاخيرة. وادت المباحثات إلى عقد اتفاقية بين الحكومتين الروسية والليبية في مجال استخدام الطاقة الذرية للاغراض السلمية. كما تم الاتفاق على إنشاء مصرف مشترك وتم توقيع مذكرات التفاهم الرامية إلى تنشيط العلاقات بين البلدين.
في 30 يوليو عام 2008 زار موسكو البغدادي المحمودي الذي تولى منصب أمين اللجنة الشعبية العامة في الجماهيرية الليبية. وزار البغدادي المحمودي يوم 15 مايو 2009 مدينة سوتشي حيث التقى بفلاديمير بوتين.

### ثورة 17 فبراير
في 21 فبراير عام 2011 دعت وزارة الخارجية الروسية كافة الأطراف في ليبيا إلى إيجاد حل سلمي عبر الحوار الوطني لوضع حد لأعمال العنف.
انتقدت روسيا التدخل العسكري يقودها حلف شمال الأطلسي في الحرب الأهلية الليبية، على الرغم من أنه اختار عدم استخدام حق الفيتو في مجلس الأمن التابع للأمم المتحدة لمنع ذلك.
أعلنت وزارة الخارجية الروسية 1 سبتمبر عام 2011 ان موسكو اعترفت بالمجلس الوطني الانتقالي الليبي ممثلا للسلطة الحالية في البلاد.

## عقود واتفاقيات
بدأ تتشكل قاعدة الاتفاقيات القانونية الحديثة من توقيع اتفاقية التعاون التجاري والاقتصادي والعلمي والتقني واتفاقية تشكيل اللجنة الحكومية الثنائية الخاصة بالتعاون التجاري والاقتصادي والعلمي والتقني في يوليو عام 1995. كما تم توقيع اتفاقية التعاون في مجال صناعة النفط والغاز والطاقة الكهربائية في 8 أكتوبر عام 1998 واتفاقية استخدام الطاقة الذرية للاغراض السلمية في 1 نوفمبر عام 2008.

## التعاون الاقتصادي والتجاري
بلغ حجم التعاون الاقتصادي والتجاري بين روسيا وليبيا في فترة 1970 – 1980 حوالي المليار دولار. وتم في اطاره بناء عدد من المشاريع في الجماهيرية منها مركز البحوث الذرية «تاجورة» وخطان لنقل الطاقة الكهربائية (بطول 190 و467 كم) وخط انابيب الغاز بطول 570 كم. وتم حفر حوالي 134 بئرا لاستخراج النفط، واجريت دراسات ارضية وجيونباتية وايقولوجية في مساحة 3.5 مليون هكتار واعدت خطط تطوير صناعة الغاز وشبكات كهرباء الضغط العالي وصناعة الماكينات، واعدت المبررات التقنية – الاقتصادية من اجل المرحلة الثانية من مجمع الحديد والصلب في مصراتة (1.67 مليون طن سنويا مع احتمال توسيعه إلى 5 ملايين طن).
بلغ التبادل السلعي الروسي الليبي في عام 2008 قيمة 151.2 مليون دولار بما فيه التصدير الروسي إلى ليبيا الذي بلغ قيمة 148.4 مليون دولار. ويعد هذا المؤشر اقل بنسبة 35% مقارنة مع عام 2007 حين بلغ التبادل السلعي قيمة 231.82 مليون دولار.
اما الصادرات الروسية الاساسية فتتألف من الوقود والحبوب والماكينات والمعدات ووسائل النقل. وبلغ حجم التصدير الليبي إلى روسيا عام 2008 قيمة 2.75 مليون دولار.
في فترة 1997 – 2001 عقدت في عاصمتي البلدين على التوالي خمس دورات للجنة الروسية – الليبية للتعاون الاقتصادي والتجاري والعلمي – التقني. ووقعت في ختامها اتفاقيات التعاون في مجال الوقود وصناعة الطاقة والتعاون بين غرفتي التجارة والصناعة في البلدين، وتم الاتفاق مبدئيا على مشاركة المؤسسات الروسية في تنفيذ المشاريع الكبرى في ليبيا في مجال الطاقة والاتصالات والنقل والزراعة واستخراج النفط والغاز ومد انابيب الغاز ومشاريع البنية الاساسية.
في اواخر عام 2007 احتجز الكسندر تسيغانكوف ممثل شركة النفط الروسية «لوكويل» في ليبيا بتهمة الاشتباه بممارسته التجسس الصناعي. وفي يناير/كانون الثاني عام 2007 ارسل سيرجي إيفانوف النائب الأول السابق لرئيس الوزراء الروسي رسالة إلى نظيره الليبي يرجو فيها الإفراج عن تسيغانكوف، وبالفعل جرى اطلاق سراحه في شهر يوليو/تموز 2008. ولكن هذا الحادث العارض لم يقف حائلا دون فوز شركة عملاقة روسية أخرى في مجال النفط والغاز هي «غازبروم» في مناقصة استثمار أحد قطاعات النفط والغاز في ليبيا.
وفي أبريل/نيسان عام 2007 تشكل مجلس الأعمال الروسي- الليبي وعقد في طرابلس المنتدى الروسي – الليبي تحت شعار «امكانيات روسيا في مجال التصدير.»

## التعاون في مجال النفط والغاز
وازداد نشاط البيزنس الروسي في مضمار دخول السوق الليبية. وعلى سبيل المثال افتتحت في ليبيا ممثليات لمؤسسات «مونوليتسبيت ستروي» و«تيخنوبروم اكسبورت» و«تات نفط جيوفيزيكا» و«ستروي ترانس غاز». وبنتيجة النظر في العطاءات في اطار المرحلة الثانية للمناقصة في أكتوبر عام 2005 حصلت شركة «تات نفط» الروسية على امتياز استثمار قطاع النفط في منطقة مدينة غدامس. وفي ديسمبر عام 2006 نالت هذه الشركة الحق باستثمار 3 حقول أخرى في مناطق غدامس وسرت. اما شركة «غازبروم» فنالت الحق باستغلال حقل اخر في خليج سرت.
وقد وقعت شركة «غازبروم» الروسية وشركة الغاز والنفط الليبية الوطنية مذكرة تفاهم. واتفقت الشركتان على إنشاء مؤسسة مشتركة ستعمل باتجاهات التعاون في كافة مجال النفط والغاز، بما في ذلك الاستكشاف والاستخراج والنقل والتسويق.
ودرست شركة «ستروي ترانس غاز» الروسية امكانية انجاز المشروع الخاص بإنشاء شبكة توزيع الغاز على شاطئ البحر المتوسط بين مدينتي زوارة وبنغازي، ويقدر المشروع بقيمة مليار دولار بالإضافة إلى تطوير معمل الغاز في مدينة خطيبة الذي تقدر قيمته ب 260 مليون دولار، وتطوير حقلي النفط في منطقتي رمال والطفل.
وابدت ليبيا اهتمامها بالمشاركة في المشاريع الاستثمارية في روسيا الاتحادية الخاصة بمجال النفط. وايدت فكرة إنشاء منتدى الدول المصدرة للغاز وشاركت في اللقاء السابع للمنتدى الذي عقد في موسكو يوم 23 ديسمبر عام 2008 .

## التعاون في مجال الإنشاء
تشكل اتفاقية إنشاء 554 كيلومتراً من سكة الحديد «سرت – بنغازي» مع شركة السكك الحديدية الروسية «ار جي دي» اساسا لصفقات بمليارات الدولارات. وتبلغ قيمة الاتفاقية 2.2 مليار يورو، مما يؤمن على حد قول وزير المالية الروسي نسبة 70% للمشتريات الليبية من المعدات والاجهزة ومنتجات المعادن الحديدية الروسية. وشارك سيرجي إيفانوف النائب السابق لرئيس الوزراء الروسي في مراسم افتتاح هذا المشروع في 30 اغسطس عام 2008. غير أنه نتيجة للمواجهات المسلحة التي وقعت بين مؤيدي ومعارضي الزعيم الليبي السابق معمر القذافي في مطلع عام 2011 أدت إلى وقف العمل وإجلاء جميع موظفي وعاملي شركة «ار جي دي» من ليبيا.
في 11 ديسمبر عام 2012 قال ألكسندر سلطانوف نائب رئيس شركة سكك حديد روسيا أن الشركة مستعدة لإستئناف المفاوضات حول المشروع الذي كانت تنفذه في ليبيا.
شاركت مؤسستا «موس مترو سترو» و «موسكوفسكي متروبوليتين» الروسيتان في المناقصة الخاصة بانشاء مترو الانفاق في طرابلس. وفي 1 يوليو عام 2009 وقع مدير المشروع الليبي الذي يقيم ب 4 مليارات دولار وقع مع ممثل الشركتين المذكورتين البروتوكول الخاص بتقديم العروض التجارية في مجال إنشاء 3 خطوط لمترو الانفاق.

## التعاون العسكري- التقني
يجري التعاون العسكري – التقني بين البلدين منذ امد بعيد. ويتم تبادل الوفود العسكرية، ووقعت عقود لتحديث بعض اصناف الاسلحة والمعدات العسكرية الروسية الموجودة لدى الجيش الليبي. وفي أغسطس/آب عام 2005 عقد بموسكو الاجتماع الثالث للجنة الحكومية الثنائية حول التعاون العسكري – التقني وتم فيه اقرار البرنامج المتوسط الاجل للتعاون العسكري – التقني بين الجانبين.
وطبقا لمعطيات وزارة الدفاع الروسية فقد اعدت بمناسبة زيارة فلاديمير بوتين رئيس روسيا الاتحادية لليبيا اتفاقيات لتزويد ليبيا باسلحة قيمتها حوالي 3 مليارات دولار، وتشمل تصدير المنظومات الصاروخية المضادة للجو القصيرة المدى تور – م 2 ي و 12 مقاتلة جديدة من طراز«سو – 35»، وكذلك بيع واصلاح قطع الغيار والذخيرة من اجل الاسلحة.
الجدير بالذكر ان ليبيا اعتبرت وقتها من أكبر الدول المشترية للسلاح الروسي. لكن موسكو لم تتمكن من العودة إلى إلى سوق الاسلحة الليبية الا بعد زيارة فلاديمير بوتين إلى ليبيا التي قام بها عام 2008 ووقع اتفاقية استئناف العلاقات بين البلدين في المجال العسكري التقني. وأعربت طرابلس حينذاك بصورة خاصة عن رغبتها في اقتناء 12 مقاتلة "سو – 35" المتعددة الاغراض و48 دبابة "ت -90 أس" وبضعة منظومات مضادة للجو "اس – 125 بيتشورا" و" تور أم 2 أي" و"أس – 300 بي أم أو – 2 فافوريت" إلى جانب غواصات ديزل الكهربائية من طراز " 636 كيلو" أو "القاتل الهادئ". وبالإضافة إلى هذه الاسلحة فان معرض "لافيكس 2009 " الذي اقيم في طرابلس في أكتوبر/تشرين الأول عام 2009 شهد لأول مرة مقاتلة "ميغ – 35" الحديثة وطائرة "ياك – 130 التدريبية القتالية ومروحية "ميكويان جيروفيتش ميج-35" للاستطلاع والفتال.

### التعاون العسكري ما بعد الثورة
أعلن ألكسندر فومين رئيس الهيئة الفيدرالية الروسية للتعاون العسكري التقني يوم 27 يونيو عام 2012 أن روسيا تعول على استئناف توريد الأسلحة والمعدات الحربية إلى ليبيا وغيرها من الدول التي انقطع التعاون العسكري التقني معها لتدهور الوضع السياسي فيها.
كما ذكر فومين أن خسائر روسيا الناجمة عن وقف التعاون العسكري التقني مع ليبيا تقدر بحسب الهيئة الفيدرالية للتعاون العسكري التقني بملياري دولار.